# Radikal 20
Das Radikal 20 mit der Bedeutung „umarmen“ ist eines von den 23 traditionellen Radikalen der chinesischen Schrift, die mit zwei Strichen geschrieben werden.
Mit 16 Zeichenverbindungen in Mathews’ Chinese-English Dictionary kommt es relativ selten in Wörterbüchern vor.
In der ältesten Form dieses Radikals erkennt man einen nach vorne gebeugten Menschen, der etwas umfasst. Es ist heute kein eigenes Schriftzeichen und kommt nur in Kombination mit anderen Zeichen vor.
Das Zeichen ist ähnlich dem Katakanazeichen ク „ku“ und dem Zhuyinzeichen ㄅ [b̥].
Das Zeichen 勹 hat drei Funktionen:
1. Als Radikal für Zeichen, die mit gerundeten Körperteilen oder Verpackungen im Zusammenhang stehen wie 胸 (= Brustkorb) oder 包 (= einpacken).
2. Als Sinn- und Lautträger in 包 (= verpacken) oder 胞 (= Fruchtblase).
3. Als allgemeine Komponente ohne Bedeutung in Zeichen wie 句 (= Satz) und 勿 (= nicht).

Außerdem ist 勹 Lautträger in den Zeichen 包 (= einwickeln) und 跑 (= rennen).
| Zeichen | Erklärung |
| ------- | --------- |
| 胸      | Brustkorb |

## Schriftzeichenverbindungen, die vom Radikal 20 regiert werden
| Striche | Zeichen                 |
| ------- | ----------------------- |
| +0      | 勹                      |
| +01     | 勺                      |
| +02     | 勻 勼 勽 勾 勿 匀 匁 匂 |
| +03     | 匃 匄 包 匆 匇          |
| +04     | 匈                      |
| +05     | 匉                      |
| +06     | 匊 匋 匌                |
| +07     | 匍                      |
| +08     | 匎                      |
| +09     | 匏 匐                   |
| +10     | 匑 匒                   |
| +11     | 匓                      |
| +14     | 匔                      |

 Im Unicodeblock Kangxi-Radikale ist das Radikal 20 unter der Codepointnummer 12.051 (U+2F13) codiert.